# Bombă cu dispersie

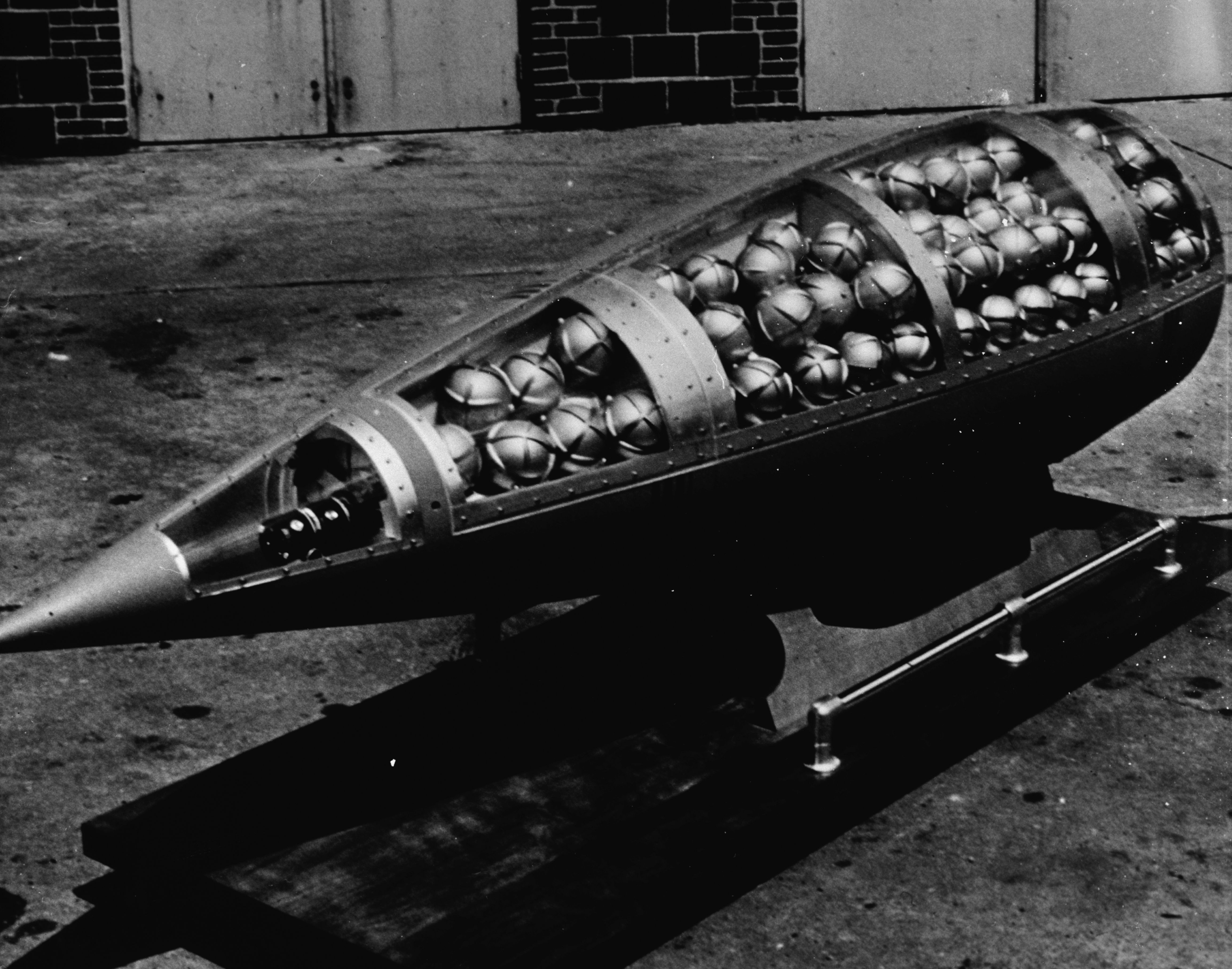
Bombă cu dispersie

Bombele cu dispersie sunt muniții formate din alte bombe, de dimensiuni mai reduse, care sunt dispersate pe suprafețe mari, cu scopul de a distruge obiecte în mișcare, invizibile de la distanțe mari.
Bombele cu dispersie (bombele cu submuniții) sunt interzise în conformitate cu Convenția cu privire la muniții, care a fost adoptată la Dublin, în mai 2008 și semnată în decembrie 2008.
Membrii Parlamentului European au încearcat să obțină sprijinul statelor UE și să se asigure că toate cele 27 de state membre semnează convenția la 3 decembrie 2008, în Oslo, dar Finlanda a anunțat că nu va semna., ceea ce s-a și întâmplat.
Convenția a intrat în vigoare pe data de 1 august 2010, la 6 luni după ce a fost semnată de 30 de țări.